# Finalizer
 (avril 2020).
Si vous disposez d'ouvrages ou d'articles de référence ou si vous connaissez des sites web de qualité traitant du thème abordé ici, merci de compléter l'article en donnant les références utiles à sa vérifiabilité et en les liant à la section « Notes et références ».
Finalizer est un jeu vidéo de type shoot 'em up développé et édité par Konami, sorti en 1985 sur borne d'arcade.